# سید ناصر کیا
سید ناصر کیا بن امیر سید محمد (۸۳۳ ق) از فرمانروایان سادات کیایی بود. مردم بر ضد ناصر کیا شورش کردند. سید حسین کیا با استفاده از موقعیت به دست آمده، با حمایت علاء الدین فومنی، نیروهایی جمع‌آوری کرد که بخشی از نیروها به سوی دیلمان رفتند و بخش دیگر حمله خود را به سمت لاهیجان آغاز کردند. حاکم گیلان به ناچار به ملاط، عقب‌نشینی کرد.